# 나신걸 한글편지

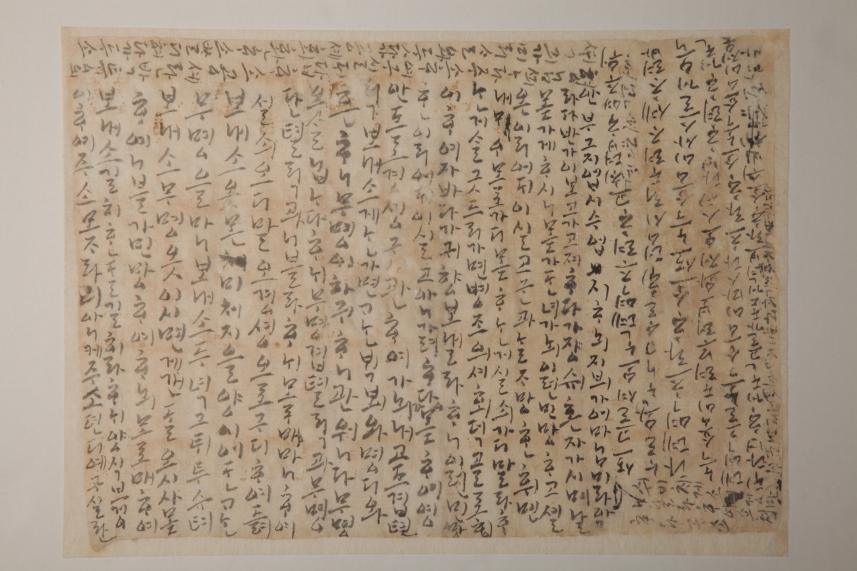
나신걸의 한글 편지

나신걸 한글편지는 한글로 작성된 가장 오래된 편지로, 조선 초기 군관 나신걸(1461 ~ 1524)이 아내 신창 맹씨(이름 미상)에게 한글로 써서 보낸 2장의 편지다.

## 발견
2011년 대전시 유성구 금고동에 있던 조선 시대 신창 맹씨 묘 안 피장자의 머리맡에서 여러 번 접힌 상태로 발견되었다.

## 평가
문화재청은 나신걸 한글편지가 발견됨으로써 한글이 조선 백성들의 실생활 속에서 널리 쓰인 사실을 확인한 계기가 됐다며 특히 조선 초기 백성들의 삶과 가정 경영의 실태, 농경문화, 여성들의 생활, 문관 복식, 국어사 연구를 하는 데 있어 활발하게 활용될 가치가 충분하다고 평가했다. 또 훈민정음 반포의 실상을 알려주는 언어학적 사료로서 학술적·역사적 의의가 매우 크다고 평가했다.

## 내용
편지는 집에 들리지 못하여 애석한 마음이라는 내용으로 시작된다.
안부 그지 없이 수 없이 하오. 집으로 가 어머님께 안부드리며 반갑게 보고 가고자 하였는데 장군께서 혼자 가시며 나는 못가게 하시니 다녀가지 못하였네. 이런 민망하고 서러운 일이 어디 있겠소만 내가 얽매여 있다보니 내 마음대로 가지 못하는 것일세. 가지 말라고 하는 명을 어기고 다녀가게 되면 병조에서 회덕골로 행하여 날 잡아다가 귀향을 보낼 것이니 이런 민망한 일이 어디 있겠소...